# Рёйсдал, Саломон ван
Саломон ван Рёйсдал (нидерл. Salomon van Ruysdael; ок. 1602, Нарден — 3 ноября 1670, Харлем) — — нидерландский живописец-пейзажист так называемого «панорамного стиля». «Малый голландец». Видный представитель Золотого века голландской живописи, дядя выдающегося живописца Якоба ван Рёйсдала.

## Биография
Фамилия Рёйсдал восходит к названию замка (ныне утраченного) в селении Бларикюм (Северная Голландия), на родине деда художника, мебельщика Якоба де Гойера (de Goyer). Когда он перебрался в Нарден (Северная Голландия), трое его сыновей сменили фамилию на Рёйсдал. Двое сыновей Де Гойера — Исаак, отец Якоба, и Саломон — стали художниками. Первым стал подписывать свои картины фамилией «Рёйсдал» Исаак де Гойер (1599—1677). Отец сначала отправил Якоба и Саломона изучать латынь и медицину, но они оба стали художниками-пейзажистами. Саломон подписывал свои картины редко и не был зафиксирован в течение нескольких лет членом Гильдии Святого Луки. Это создаёт известные трудности в атрибуции картин.
О годах обучения Саломона ван Рёйсдала ничего неизвестно. На его творческое становление, безусловно, оказал влияние Эсайас ван де Велде, как видно из сюжетов его картин и техники живописи.
Ван Рёйсдал прожил всю жизнь в Харлеме, однако, по всей видимости, немало путешествовал по Голландии, так как его картины изображают виды различных голландских городов.
Художником стал и сын Саломона ван Рёйсдала и двоюродный брат Якоба ван Рёйсдала — Якоб Саломонс ван Рёйсдал (1629—1681) — также живописец-пейзажист, работал в Харлеме и Амстердаме, но он не смог достичь славы своих более знаменитых родственников.

## Творчество
Первые точно датированные работы Саломона ван Рёйсдала относятся к 1627 году. В 1630-х годах Якоб, Саломон ван Рёйсдал и Ян ван Гойен разрабатывали так называемый  «панорамный стиль»  голландского пейзажа с широким охватом пространства, низким горизонтом и высоким небом.
Лучшие свои произведения ван Рёйсдал создал в период 1650—1660 годов. Все его работы посвящены природе Нидерландов. На его пейзажах изображены деревни и сёла на берегах рек и каналов, а также лесные ландшафты. В отличие от Якоба Рёйсдала Саломон изображал людей, часто группами, как того требовали сцены деревенской жизни. Саломон Рёйсдал писал и зимние пейзажи.
Картины Саломона Рёйсдала немногочисленны, они хранятся в музеях Амстердама, Берлина, Мюнхена, Роттердама, Франкфурта и в частных коллекциях.

## Галерея

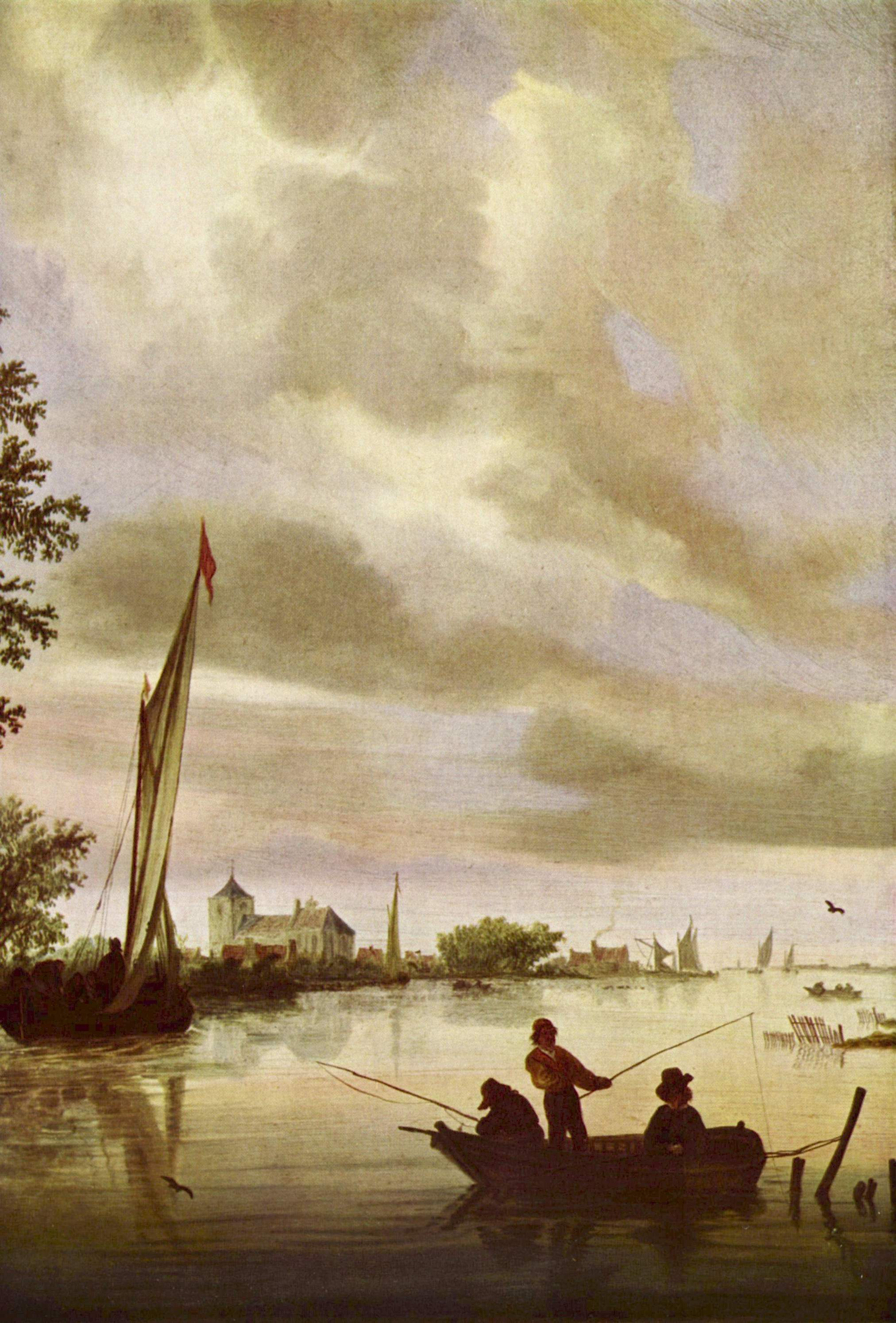
Речной пейзаж. 1632. Дерево, масло. Кунстхалле, Гамбург
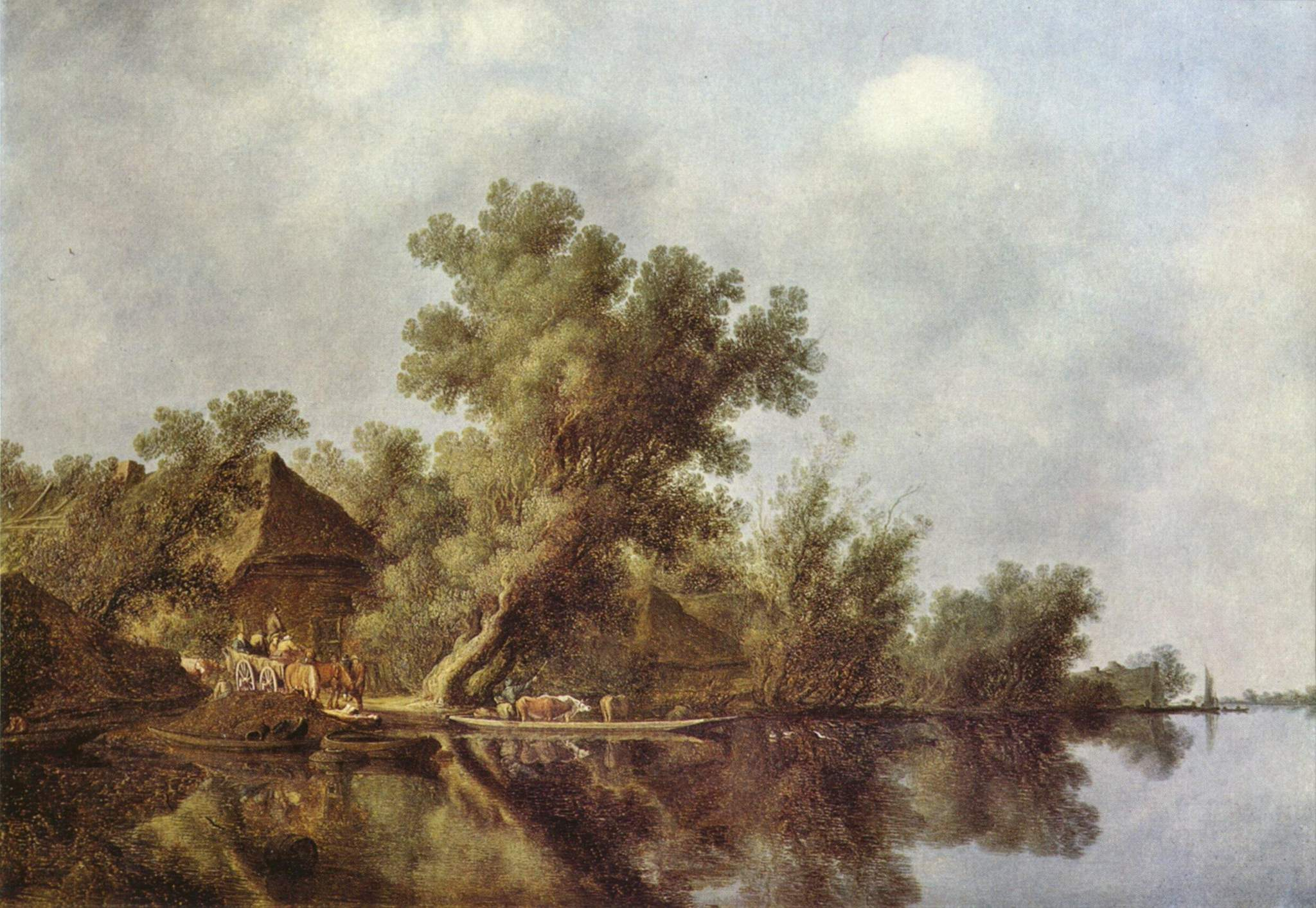
Речной пейзаж с паромом. 1639. Дерево, масло. Старая пинакотека, Мюнхен
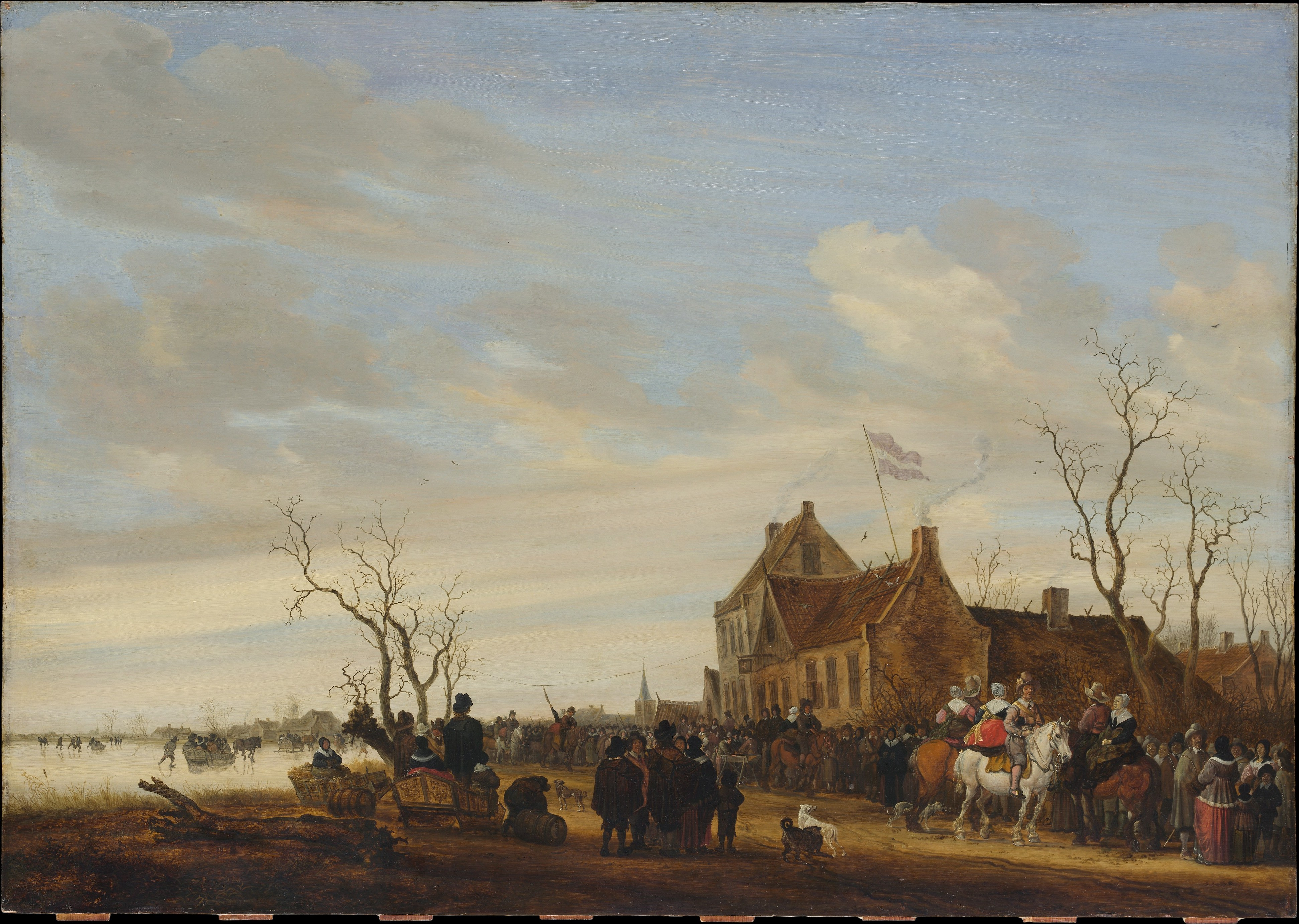
Перетягивание угря. Ок. 1650. Дерево, масло. Метрополитен-музей, Нью-Йорк
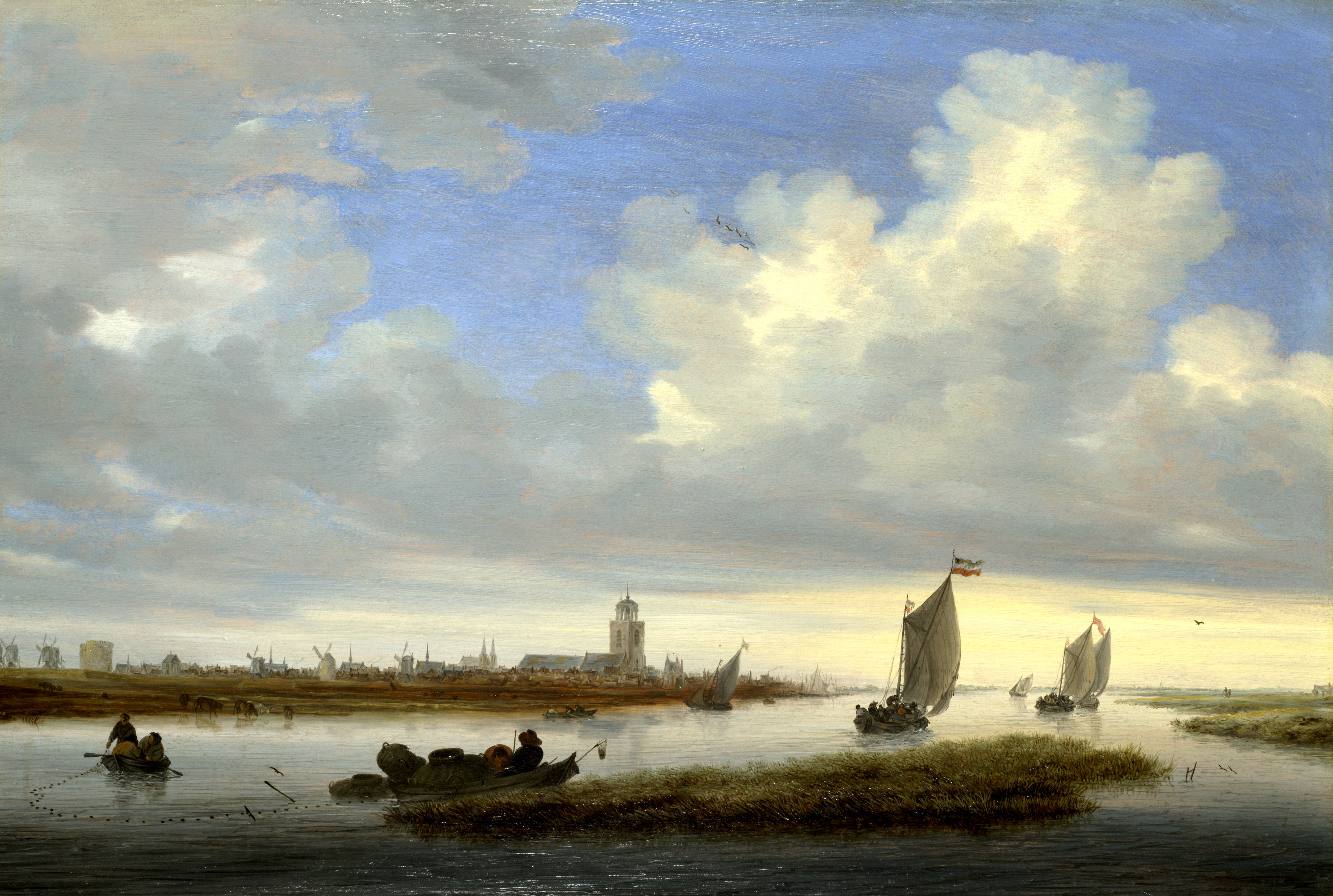
Вид на Девентер с северо-запада. 1657. Дерево, масло. Национальная галерея, Лондон
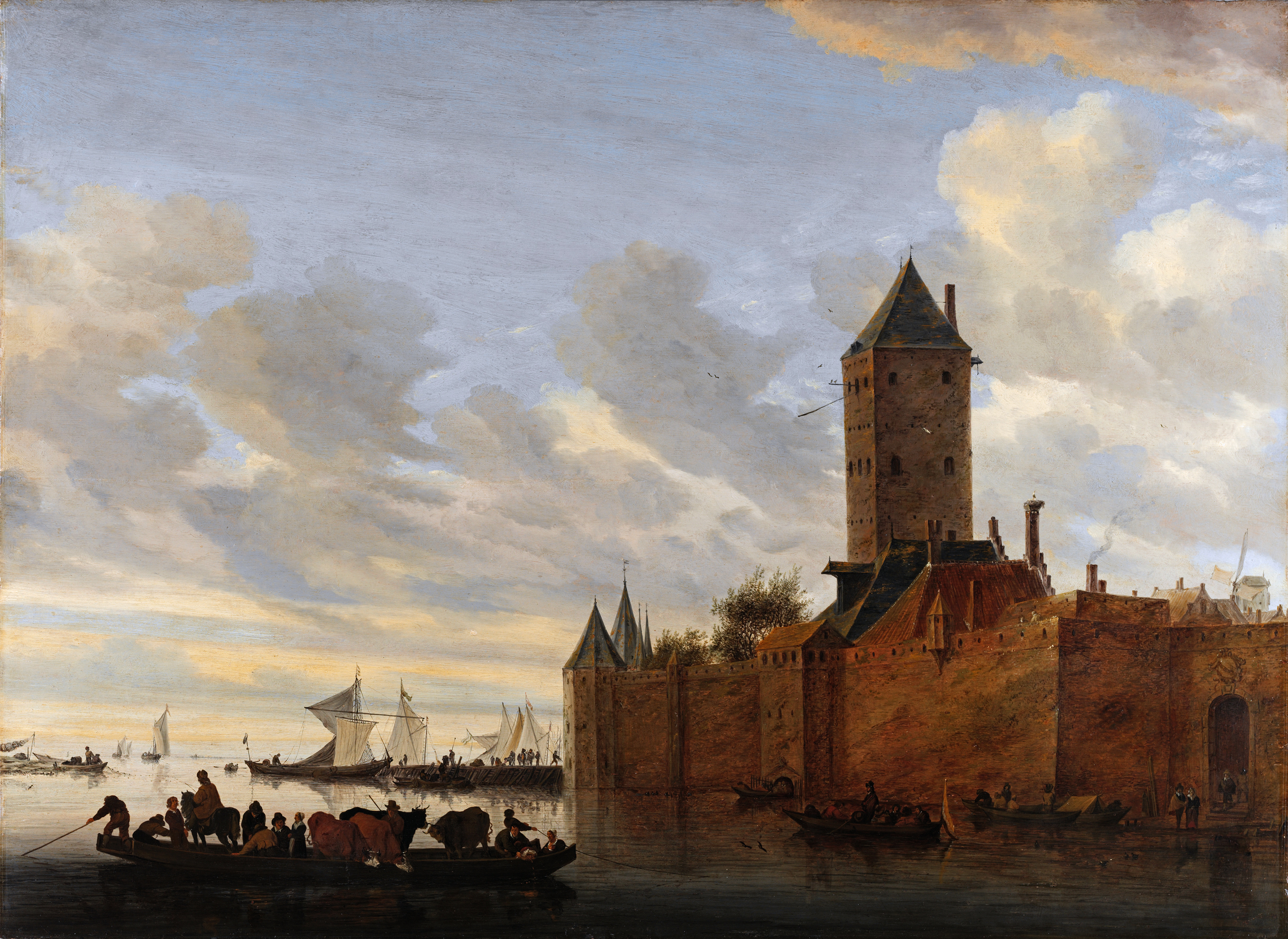
Город в устье реки. 1648. Дерево, масло. Музей земли Нижняя Саксония, Ганновер
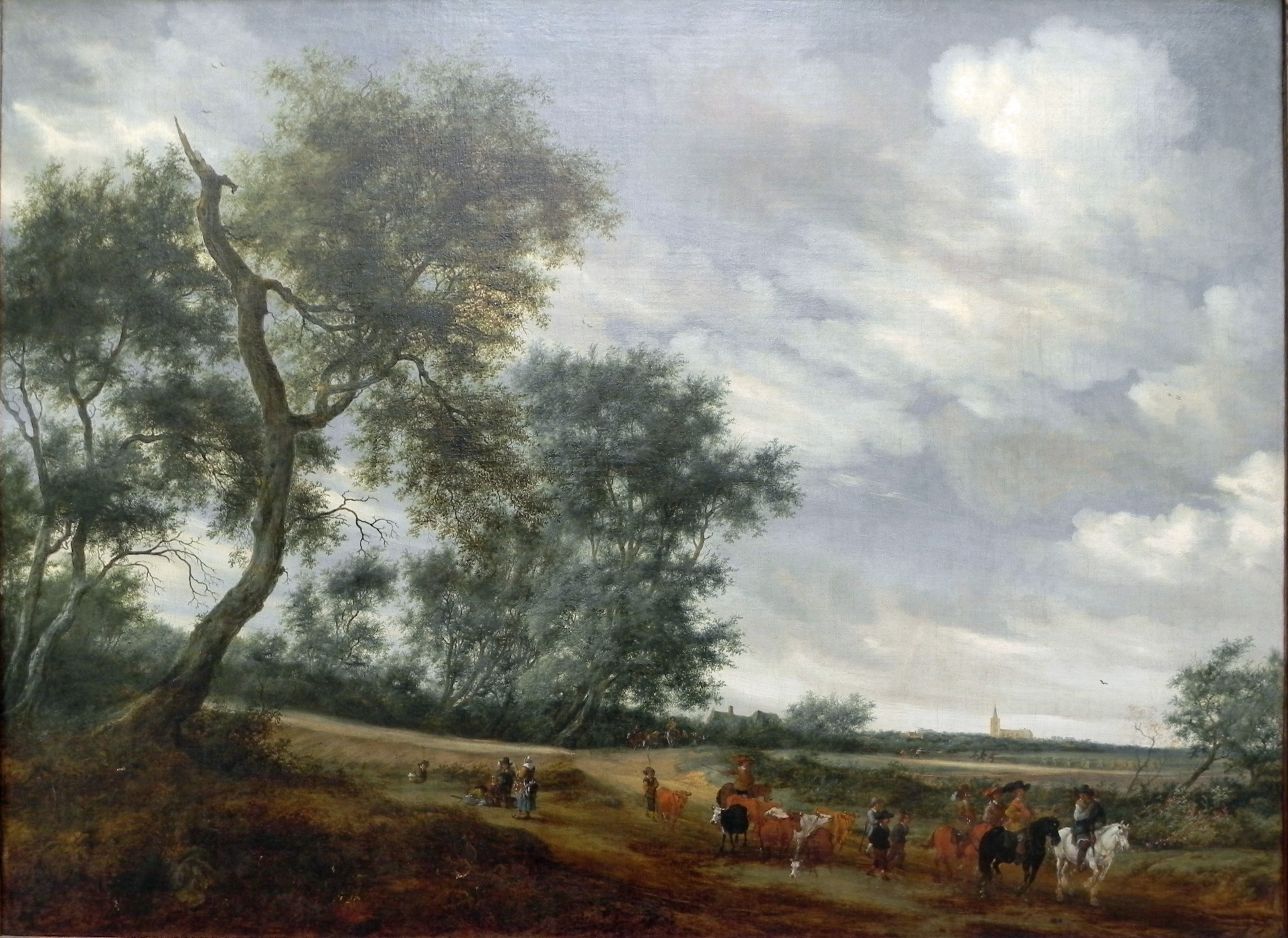
Голландский пейзаж. 1656. Дерево, масло. Берлинская картинная галерея